# Waipatiidae
A Waipatiidae az emlősök (Mammalia) osztályának párosujjú patások (Artiodactyla) rendjébe, ezen belül a cetek (Cetacea) alrendágába tartozó fosszilis család.

## Rendszerezés
A családba az alábbi 4-5 nem tartozik:
- Microcetus Kellogg, 1923 - késő oligocén; Németország; talán az egyik faja valójában Waipatia-faj[1][2]
- Otekaikea Tanaka & Fordyce, 2014 - késő oligocén; Új-Zéland[3][4]
- Papahu Aguirre-Fernández & R. Ewan Fordyce, 2014 - kora miocén; Új-Zéland[5]
- Sachalinocetus
- Waipatia Fordyce, 1994 - típusnem;  késő oligocén; Új-Zéland[6][7][8]

## Fordítás
- Ez a szócikk részben vagy egészben  a   List_of_extinct_cetaceans#Suborder_Odontoceti című angol Wikipédia-szócikk ezen változatának fordításán alapul.  Az eredeti cikk szerkesztőit annak laptörténete sorolja fel. Ez a jelzés csupán a megfogalmazás eredetét és a szerzői jogokat jelzi, nem szolgál a cikkben szereplő információk forrásmegjelöléseként.